# Chiesa dei Santi Ermagora e Fortunato (Bressanone)
La chiesa dei Santi Ermagora e Fortunato (in tedesco Pfarrkirche Hl. Hermagoras und Fortunat) è la parrocchiale di Albes (in tedesco Albeins ), frazione di Bressanone in provincia autonoma di Bolzano. Appartiene al decanato di Bressanone-Rodengo della diocesi di Bolzano-Bressanone e potrebbe risalire al XII secolo.

## Storia

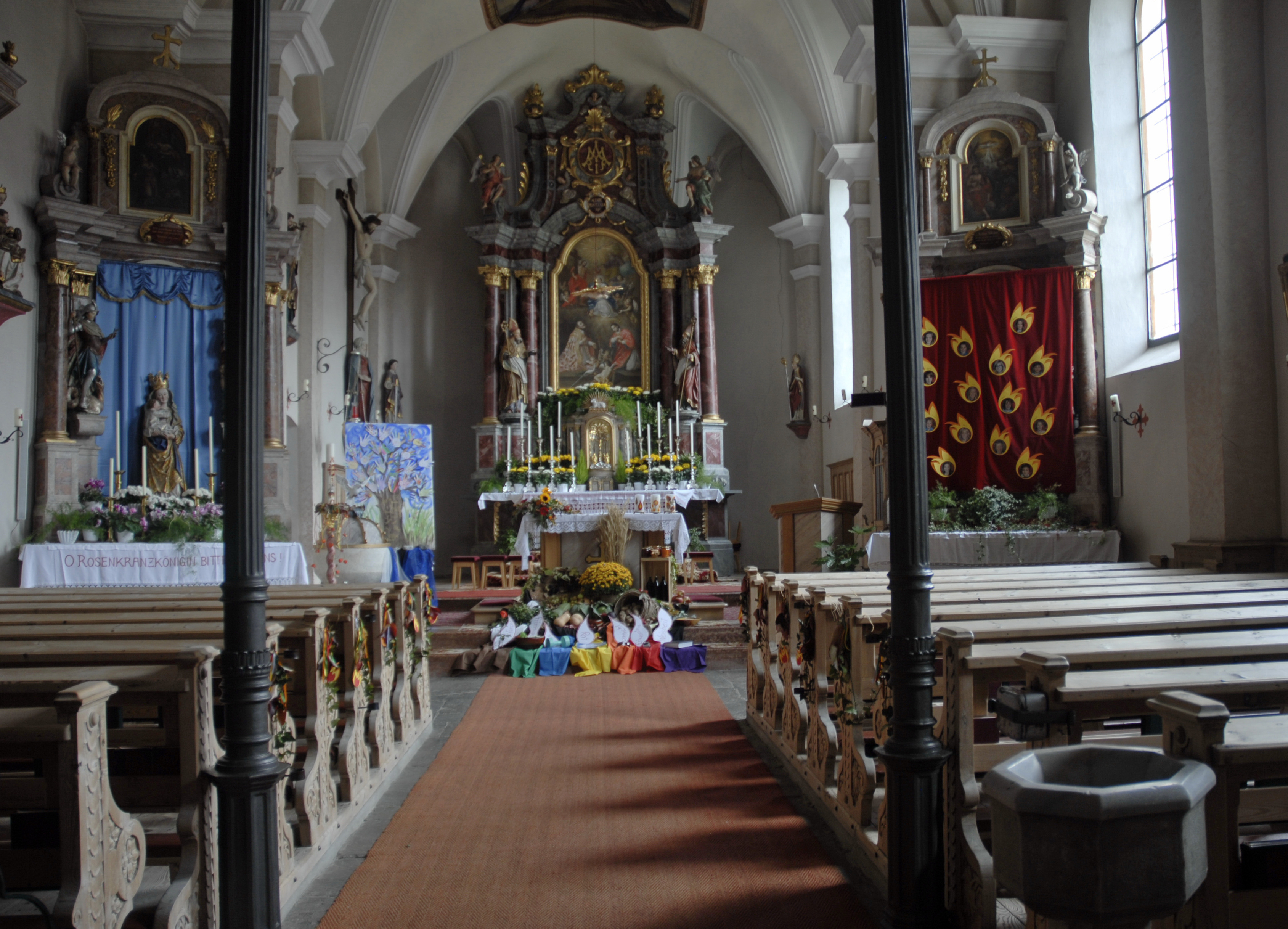
Interno della chiesa.

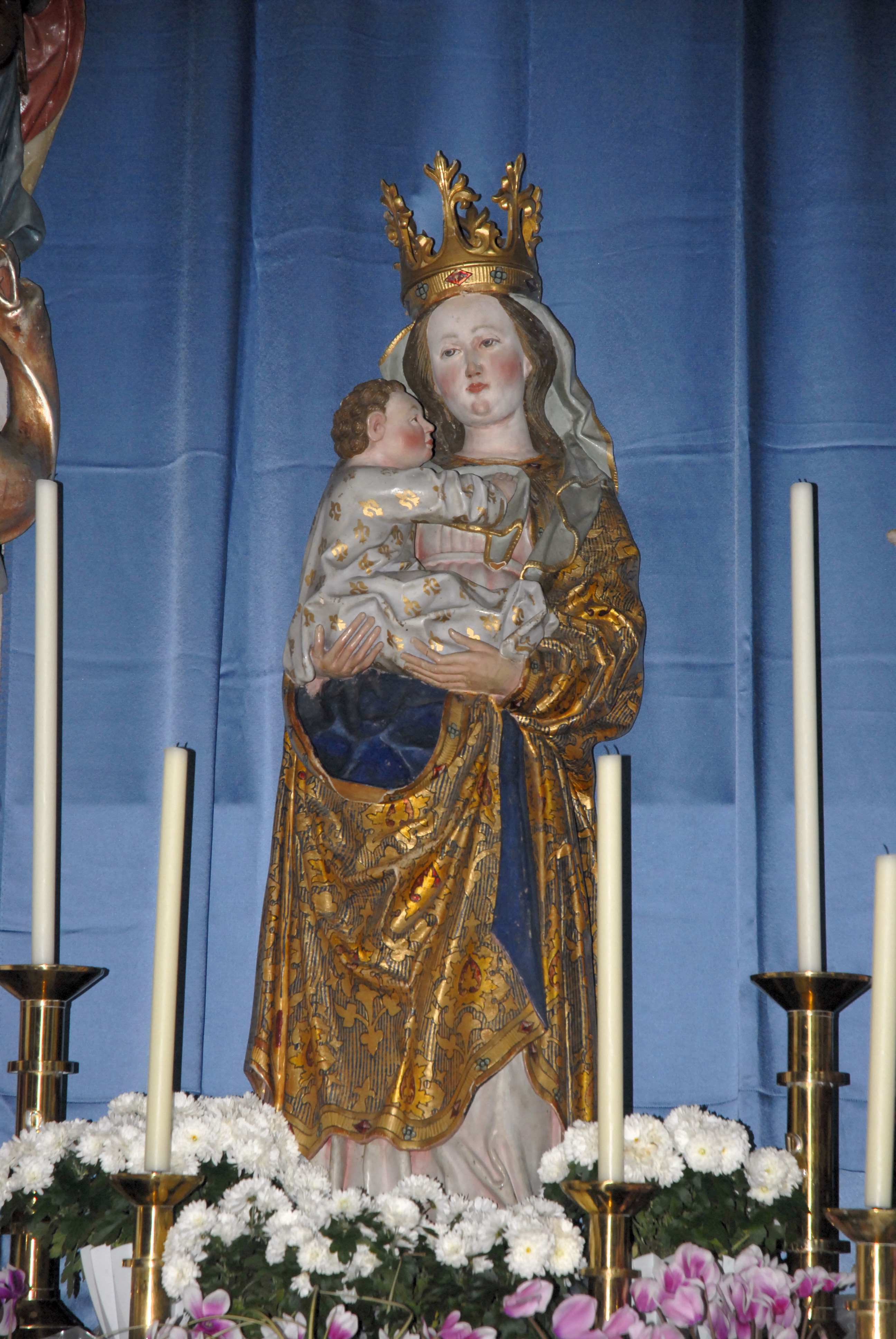
Statua che raffigura la Madonna conservata all'interno della chiesa.

La chiesa parrocchiale con dedicazione a Sant'Ermagora e San Fortunato venne citata una prima volta attorno al 1214, ma sembra essere ancora più antica. 
La struttura recente è stata realizzata attorno al XVIII secolo.

## Descrizione
La facciata a capanna è semplice, segue lo stile gotico, ed è arricchita da affreschi in parte sbiaditi. All'interno il soffitto della navata è stato dipinto nel 1858. 
Poiché la chiesa si trova nell'area del camposanto della comunità vi sorge a breve distanza anche la cappella del cimitero, che si presenta semplice, in stile romanico.
Nella sala sono conservate varie opere di interesse, tra queste la statua lignea che raffigura la Madonna.